# Manuganahalli, Heggadadevankote
Manuganahalli là một làng thuộc tehsil Heggadadevankote, huyện Mysore, bang Karnataka, Ấn Độ.